# Wulfenit

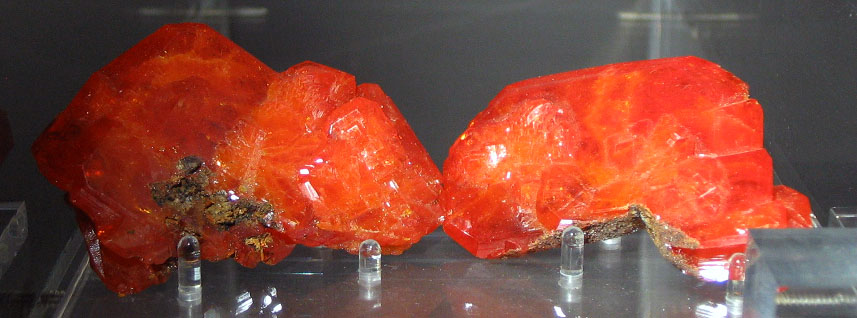
Kryształy wulfenitu

Wulfenit – minerał z gromady molibdenianów. Jest wtórną rudą molibdenu. Należy do grupy minerałów rzadkich.
W 2017 roku został uznany za oficjalny klejnot Arizony.

## Historia i odkrycie
Wulfenit został po raz pierwszy oficjalnie opisany w 1845 roku przez austriackiego mineraloga Wilhelma Karla von Haidingera, który badał okazy z Bad Bleiberg w Karyntii w Austrii. Został nazwany na cześć jezuity, Franza Xavera von Wulfena (1728-1805), botanika, mineraloga i alpinisty, autora monografii o złożach ołowiu w tej samej lokalizacji. Wcześniej opisywany pod innymi nazwami przez I. von Borna (1772) oraz J.F.E von Jacquina (1781). Inna dawna nazwa brzmiała melinose od greckiego słowa meli oznaczającego „miód”, nawiązując do jego miodowego koloru.

## Właściwości i charakterystyka

### Wykształcenie
Wulfenit tworzy kryształy o zróżnicowanych kształtach: od podwójnie piramidalnych, przez grubotabliczkowe, płytkowe, igiełkowe, aż po ostrosłupowe. Najczęściej kryształy te mają kwadratowy zarys i mogą występować jako cienkie blaszki, tabliczki, formy piramidalne lub krótkosłupkowe. Może tworzyć pojedyncze kryształy lub zbierać się w komórkowe agregaty. Często spotyka się także kryształy piramidalne i słupowe, z zaokrąglonymi krawędziami, czasem wykazujące zbliźniaczenie. Występuje w skupieniach zbitych, ziarnistych, ziemistych, siatkowych lub naskorupieniach. Ładnie wykształcone kryształy mają charakter narosły.
Osobliwości: Niektóre kryształy mają wykształcony hemimorfizm, czyli odmiennie wykształconą górę i dół (okazy piramidalne oraz pryzmatyczne).
Jest kruchy, przezroczysty, często tworzy pseudomorfozy po galenie i cerusycie. Ma dobrą łupliwość słupową. Rozpuszcza się w mocnych kwasach oraz jest łatwo topliwy. Wykazuje Fluorescencję. Wykazuje rozłam od kruchego po konchoidalny. Wykazuje dwójłomność na poziomie 0,122. Ma słaby pleochroizm; żółty i pomarańczowy. Współczynnik załamania światła wynosi nω = 2,405 nε = 2,283. Towarzyszą mu takie minerały jak: cerusyt, anglezyt, smithsonit, hemimorfit, wanadynit, piromorfit, descloizyt, galena, baryt, dioptaz, malachit, kwarc, hydrocynkit, fluoryt, kalcyt czy mimetezyt. Kolory od żółtego do czerwonego prawdopodobnie pochodzą z zanieczyszczeń chromem, choć niektórzy uważają, że za żółte odcienie odpowiada molibdenian. Niektóre okazy wykazują różne kolory po różnych stronach, np. brązowy po jednej stronie i czerwony po drugiej. Najcenniejsze są zazwyczaj intensywnie czerwone wulfenity.
Odmiany: Wulfenit występuje w odmianach, w których wapń może zastępować ołów, a molibden bywa częściowo zastępowany przez wanad, chrom lub wolfram. Odmiana z dodatkiem wanadu, barwiąca się na czerwono, jest nazywana eosytem, natomiast odmiana zawierająca wolfram nosi nazwę chillagit. Jest izostrukturalny z powellitem, a także izomorficzny ze stolzytem i szelitem.

## Występowanie
Powstaje jako minerał wtórny w strefach utleniania hydrotermalnych złóż ołowiu oraz zawierających molibdenit, przede wszystkim w suchym klimacie, rzadko w żyłach typu alpejskiego. Zazwyczaj występuje w paragenezie z galeną i cerusytem.

## Miejsce występowania

### Na świecie
Wulfenit został po raz pierwszy odkryty w Austrii, w Bleiberg w Karyntii, gdzie występują pomarańczowe i żółte kryształy. Najlepsze okazy kolekcjonerskie pochodzą z Arizony, przede wszystkim z kopalni Red Cloud (intensywnie czerwone i pomarańczowe kryształy tabliczkowe), Rowley (przejrzyste, płaskie, intensywnie pomarańczowe kryształy na barytach) oraz kopalni 79 (cienkie, żółte kryształy na czarnym matriksie). W USA występuje także w Nowym Meksyku, Utah, Montanie, Kalifornii i Pensylwanii.
Drugim ważnym obszarem jest północno-zachodni Meksyk. W kopalni Erupción znaleziono pomarańczowe kryształy, w San Francisco Mine – pomarańczowe i żółte kryształy z czerwonym mimetytem, a w Ojuela – żółte i pomarańczowe formy z jasnozielonym mimetytem oraz pryzmatyczne pomarańczowe z ciemnozielonym mimetytem.
Cenne okazy występują również w Chinach (przede wszystkim kopalnia Jianshan – czerwone, tabliczkowe kryształy).
Wulfenit został odkryty także w: Australii (pomarańczowe kryształy), Iranie (okazy żółte i pomarańczowe), Maroku (brązowe pomarańczowe kryształy), Demokratycznej Republice Konga (czerwone kryształy). Namibia (Tsumeb) charakteryzuje się największą różnorodnością okazów (żółte, niebieskie, zielononiebieskie i bezbarwne kryształy), Algierii, Kanadzie (Calgary) oraz w wielu krajach Europy, takich jak Hiszpania (brązowe, czerwone, pomarańczowe, żółte, zielone, szare, bezbarwne), Słowenia (żółte), Rumunia (czerwone), Belgia, Czechy, Francja, Niemcy i Włochy. 

### W Polsce
Stwierdzono go w nieczynnej kopalni Miedzianka k. Jeleniej Góry, Szklarskiej Porębie-Hucie, Janowicach Wielkich, Paszowicach k. Jawora oraz Lutyni k. Lądka Zdrój. 

## Galeria

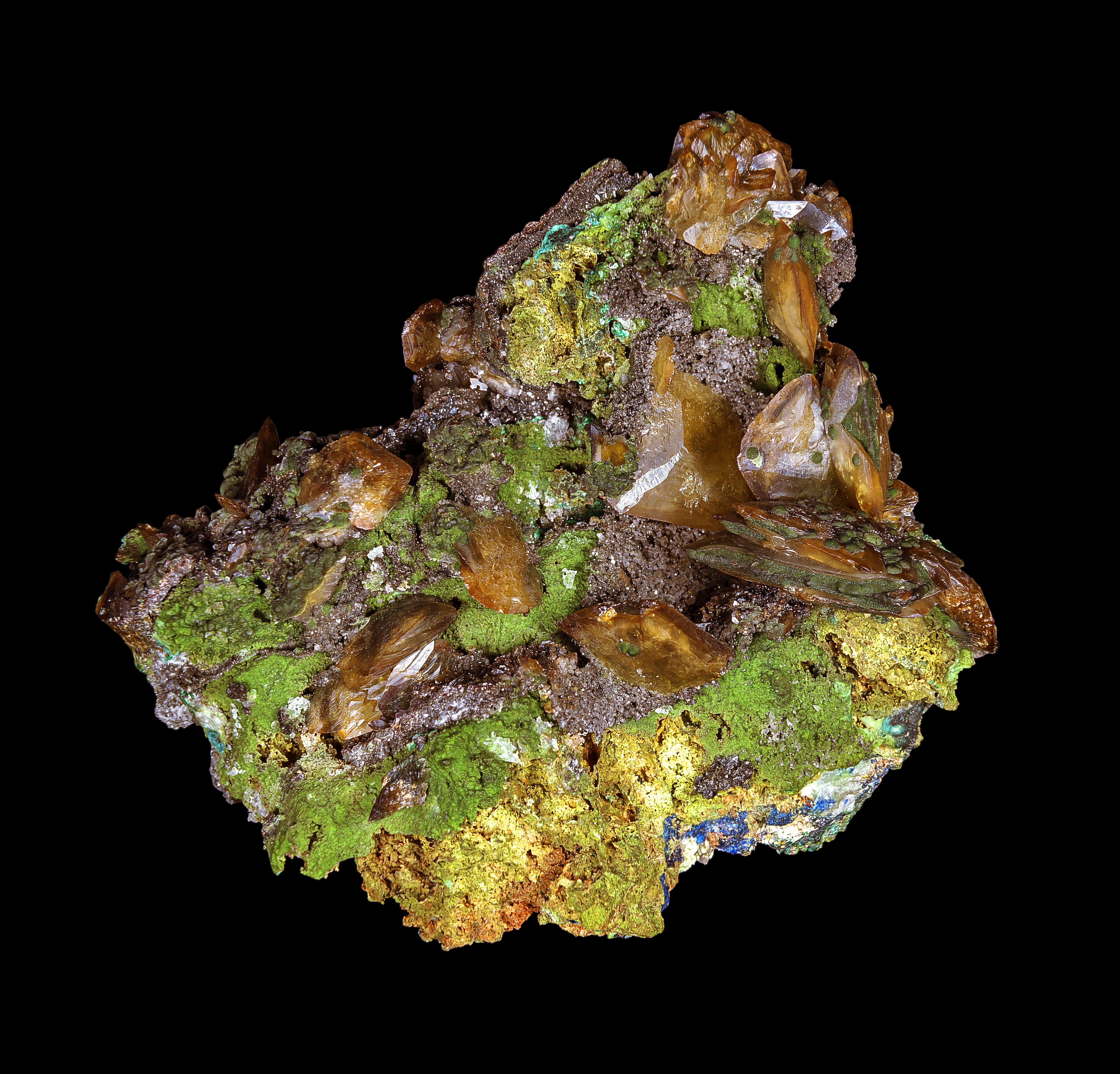
Wulfenit z Duftytem z Tsumeb w Namibii
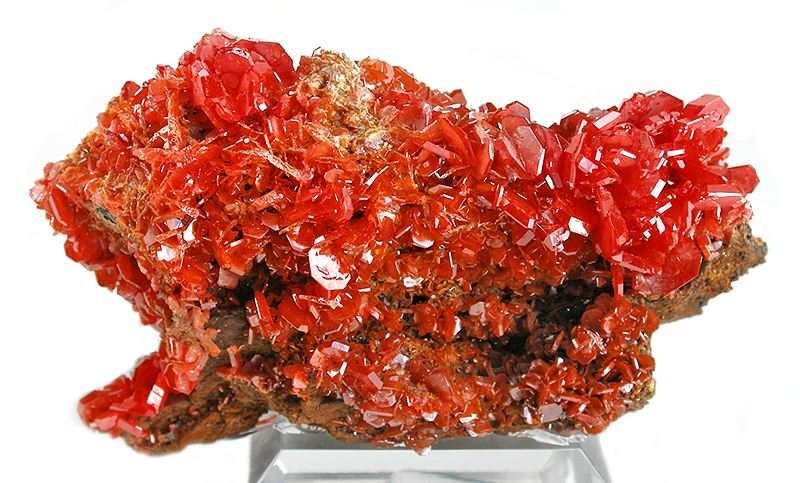
Intensywnie czerwony okaz z Chin
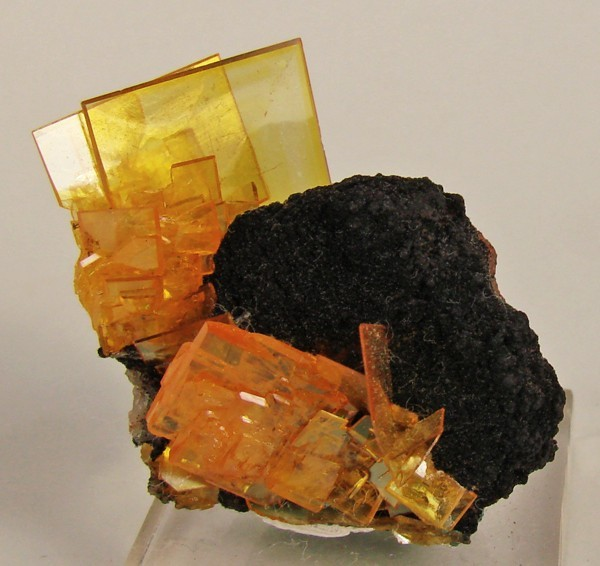
Wulfenit z Kopalni 79 w Arizonie
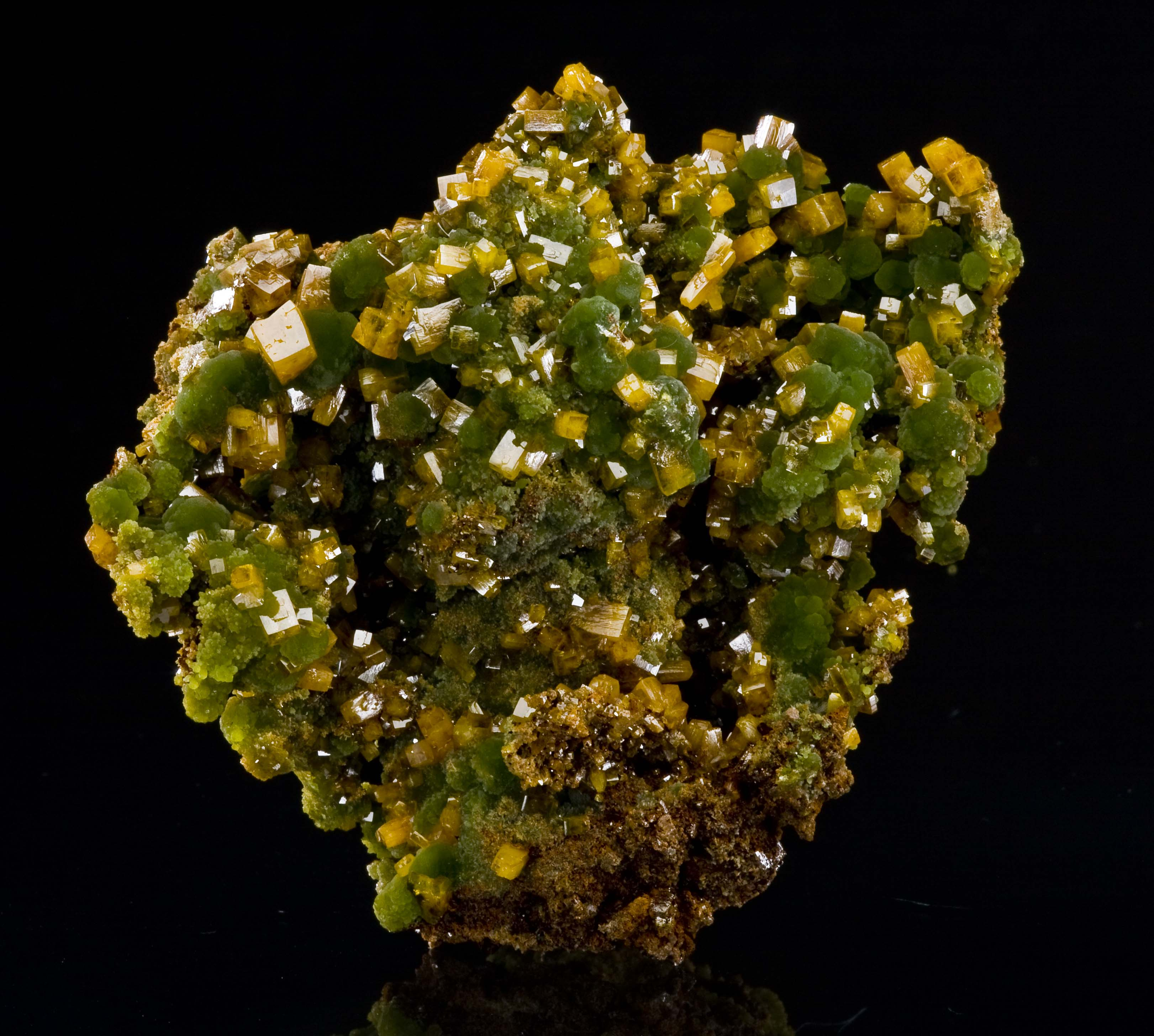
żółte kryształy wulfenitu na zielonym mimetycie z kopalni Ojuela
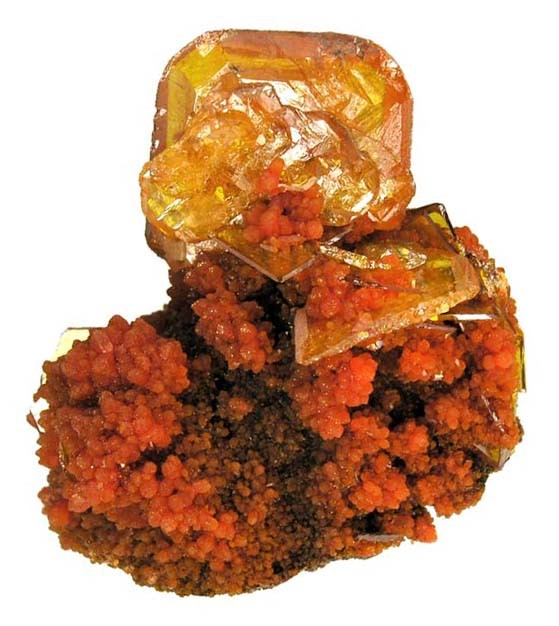
Wulfenit z czerwonym mimetytem z kopalni San Francisco

### Zastosowanie
- stanowi źródło pozyskiwania molibdenu i ołowiu,
- okazy są poszukiwane i cenione przez kolekcjonerów,
- pięknie wykształcone kryształy znajdują zastosowanie w jubilerstwie.